# Kinos Reise
Kinos Reise (japanisch キノの旅 Kino no Tabi) ist eine Light-Novel-Reihe des japanischen Autors Keiichi Sigsawa und dem Illustrator Kōhaku Kuroboshi. Die Reihe wurde auch als Anime-Fernsehserie, Kinofilm, Hörspielserie und Videospiel umgesetzt.
Das Werk handelt in Form von Parabeln von den Reisen eines Mädchens mit einem sprechenden Motorrad und lässt sich in die Genre Abenteuer und Drama einordnen.

## Inhalt
Das etwa 15-jährige Mädchen Kino (キノ) reist mit ihrem sprechenden Motorrad Hermes (エルメス) durch die Welt. Sie will möglichst viele Länder besuchen und bleibt in jedem nur drei Tage, um sich einen Eindruck zu verschaffen. Früher lebte sie im Land der Erwachsenen und sollte dort die Nachfolge ihrer Eltern antreten, doch als ein Reisender namens Kino dort eintrifft, entschließt sie sich, wie er die Welt zu erkunden und nimmt seinen Namen an.
Kino ist ausgerüstet mit mehreren Schusswaffen und Messern, gebraucht diese aber nur, wenn es nötig ist. Sie bildet auf der Reise mit Hermes ein Team, da beide allein nicht fahren könnten. Sie versuchen, sich möglichst nicht in die Angelegenheiten ihrer Gastgeber einzumischen, auch wenn das nicht immer gelingt. Sie besuchen Länder mit modernen Gesellschaften, wie auch antike, einige im Krieg, politischem Umbruch oder befremdlichen Gesellschaftsmodellen.

## Konzeption
Die einzelnen Kapitel des Werks erzählen voneinander unabhängige Geschichten. Dabei wird in jedem Kapitel ein neues Land beschrieben, dabei wechselt das Genre je nach Geschichte von Science-Fiction über Fantasy bis Western und Abenteuer. Auch die Erzählperspektiven wechseln. Über den Hauptcharakter Kino erfährt der Leser nur nach und nach mehr.
Bei der Erschaffung der Figur Kino wurde Keiichi Sigsawa beeinflusst von der Serie Ginga Tetsudō 999 aus den 1970er Jahren. Zum sprechenden Motorrad Hermes kam der Autor, da er eine Leidenschaft für Motorräder hat und Kino nicht nur ein Transportmittel, sondern auch einen Reisegefährten haben sollte. Der Illustrator Kōhaku Kuroboshi wurde vom Verlag ausgewählt.
Der Light Novel sind je Band vier farbige Zeichnungen beigefügt sowie mehrere in schwarz-weiß.

## Printveröffentlichungen
Der Autor Keiichi Sigsawa nahm 1999 mit der ersten Geschichte der Serie am Light-Novel-Wettbewerb von Dengeki Bunko teil, einem Imprint von MediaWorks. Als einer der bestplatzierten Einreichungen wurde die Reihe ab dem 17. März 2000 im Magazin Dengeki hp in Japan veröffentlicht. Später wechselte sie ins Dengeki Bunko Magazine. Die Reihe erschien auch in bisher 21 Bänden. 2003 erschien in Japan ein Artbook zur Light Novel, das von Kōhaku Kuroboshi gestaltet wurde und auch Illustrationen zu anderen seiner Werke enthält. Zum Film wurde später in Japan ein weiterer Band mit dem Titel Kino no Tabi -the Beautiful World- Gekijō no Kuni -KINO- (キノの旅 -the Beautiful World- 劇場の国 -KINO-) in limitierter Auflage herausgebracht.
Die Reihe wurde ins Chinesische und Koreanische übersetzt. Tokyopop veröffentlicht die Serie seit 2006 in den USA. Im November 2006 erschien bei Tokyopop auch der erste Band auf Deutsch, bisher sind vier erschienen. Der deutsche Übersetzer war Jens Ossa.
Unter dem Titel Gakuen Kino erschien in den Magazinen Dengeki hp, Dengeki p, Dengeki h und Dengeki hpa eine Spin-off-Reihe mit Kino als Schulmädchen. Diese wurde später in einem Band zusammengefasst und auch auf Chinesisch und Koreanisch veröffentlicht. Im März 2003 erschien ein Artbook zur Serie mit Zeichnungen von Kōhaku Kuroboshi bei MediaArts. Weitere Artbooks folgten im März 2005 und Dezember 2007.
Seit März 2017 erscheint im Shonen Magazine Edge erstmals eine Manga-Adaption der Light Novel. Geschrieben und gezeichnet wird sie von Iruka Shiomiya.

## Verfilmungen
Im Jahr 2003 produzierte A.C.G.T. zur Light-Novel eine 13-teilige Anime-Fernsehserie nach einem Drehbuch von Sadayuki Murai. Regie führte Ryutaro Nakamura, das Charakter-Design stammt von Shigeyuki Suga und künstlerischer Leiter war Masayoshi Banno. Nobuhiro Osawa war der verantwortliche Produzent. Die Ausstrahlung in Japan erfolgte vom 8. März bis 8. Juli 2003 durch den Sender WOWOW um 18:30 Uhr.
ADV Films veröffentlichte den Anime in Deutschland auf DVD als Kino’s Journey. Auf Englisch wurde die Serie durch die Sender Animax asia, ImaginAsian TV und The Anime Network gesendet. ADV Films veröffentlichte den Anime in den USA auf DVD, Madman Entertainment in Australien. Auf Französisch erscheint die Serie bei Kaze, auf Italienisch bei Mediafilm.
Eine zweite Animeserie, die neuere Geschichten aus der Light Novel erzählt, entstand 2017 beim Studio Lerche unter der Regie von Tomohisa Taguchi. Die Drehbücher schrieb Yukie Sugawara und das Charakterdesign entwarf Ryoko Amisaki. Seit dem 6. Oktober 2017 wird die Serie im japanischen Fernsehen gezeigt und über die Onlineplattform Crunchyroll per Streaming veröffentlicht, unter anderem mit deutschen und englischen Untertiteln.

### Synchronisation
Die deutschsprachige Synchronisation der ersten Serie wurde von der Deutschen Synchron Filmgesellschaft mbH angefertigt.
| Rolle  | japanischer Sprecher (Seiyū) erste Serie | japanischer Sprecher zweite Serie | deutscher Sprecher erste Serie |
| ------ | ---------------------------------------- | --------------------------------- | ------------------------------ |
| Kino   | Ai Maeda                                 | Aoi Yūki                          | Isabelle Höpfner               |
| Hermes | Ryuji Aigase                             | Sōma Saitō                        | Jesco Wirthgen                 |

### Musik
Die Musik der ersten Fernsehserie wurde komponiert von Ryō Sakai. Der Vorspanntitel All the Way stammt von Mikuni Shimokawa und das Abspannlied The Beautiful World von Ai Maeda.
Für die zweite Serie komponierte Yoshiaki Dewa den Soundtrack und der Vorspann wurde unterlegt mit dem Lied here and there. Das Abspannlied ist Satō-dama no Tsuki (砂糖玉の月), beide Lieder stammen von Nagi Yanagi.

### Filme
2005 wurde der Film Kino no Tabi: Nani ka o suru tame ni -life goes on.- (キノの旅 何かをするために -life goes on.-) produziert, der am 19. Februar in die japanischen Kinos kam. Er hat eine Länge von 30 Minuten und erzählt die Vorgeschichte zur Serie, in der sich Kino auf seine Reisen begibt.
2007 folgte Kino no Tabi: Byōki no Kuni -For You- (キノの旅 病気の国 -For You-), Premiere war am 21. April 2007. Der Film mit einer Länge von 28 Minuten wurde vom Studio SHAFT produziert.

## Weitere Adaptionen

### Hörspiele
Eine Hörspielserie zur Light Novel wurde 2001 im Radioprogramm Dengeki Taishou gesendet. Im Dezember 2001 war das Hörspiel für Kunden des Magazins Dengeki hp per E-Mail bestellbar.
Im Hörspiel wurde Kino von Aya Hisakawa und Hermes von Junko Noda gesprochen.

### Videospiel
Tycoon produzierte zwei Digital-Novel-Videospiele für die Playstation 2 zu Kinos Reise. Das erste erschien unter dem Titel Kino no Tabi -the Beautiful World- im Juli 2003, im November 2003 nochmals in einer anderen Fassung. Dezember 2005 wurde das zweite Spiel, Kino no Tabi II -the Beautiful World-, herausgebracht. Dem folgte März 2007 wiederum eine veränderte Version.

## Rezeption
Bis 2017 verkauften sich die Sammelbände der Serie in Japan über 8,1 Millionen Mal. Das Magazin Newtype USA wählte die Light Novel zum Buch des Monats im November 2006 und bezeichnete es als einladend und süchtig machend. Die Anime Encyclopedia vergleicht die Geschichten des Animes mit The Pilgrim’s Progress oder The Littlest Hobo und sieht Bezüge zur anspruchsvolleren New Wave der Science Fiction. Die ruhig erzählten Geschichten mit wenig, nur wenn nötig eingesetzter Action seien eine angenehme Abwechslung zu vielen anderen Serien voller Action. Und dabei biete Kinos Reise in seinen ruhigen Momenten nicht bloß „trüben Nonsens“, sondern tiefsinnig und mit bedeutungsvoller Symbolik. Darüber hinaus sei die Geschichte von Kino zwar eine Variante des Coming-of-Age-Films, indem Kino als Jugendliche die Welt um sich erkundet und ihren Platz sucht, doch biete die Serie eine noch nicht gesehenen Ansatz dieses Sujets. Das junge Publikum könne sich leicht mit Kino, die in erster Linie eine Durchschnittsjugendliche verkörpert, identifizieren. Dazu kommen malerische Hintergründe und sparsame, da oft schlicht überflüssige Animationen. Im Westen hatte die Serie jedoch Probleme in der Vermarktung, da die Hauptfigur untypischer Weise weiblich ist.
Die deutsche AnimeDVD lobt vor allem das Design und die „geheimnisvollen“ Zeichnungen, die „die Fantasie beflügeln“. Der Nebentitel „Beautiful World“ stehe in starkem Kontrast zum oft gewalthaltigen, düsteren Inhalt. Die Mangaszene schreibt von Kinos Reise als einem „extrem surrealen Anime, für den sich nur schwer ein Vergleich finden lässt“. Die Episoden hätten eine düstere Atmosphäre und würden an klassische Moralspiele erinnern, dabei aber nie ins depressive abdriften und „stets eine unaufdringliche, optimistische Botschaft“ beinhalten. Er entspreche nicht jedem Geschmack, aber sei „eine Delikatesse“ „für Freunde anspruchsvoller Anime“. Anlässlich der deutschen DVD-Veröffentlichung 2006 kritisiert die Animania die deutsche Synchronisation von Hermes, die unpassend sei und unmotiviert klinge. Kinos Synchronisation sei dagegen gut gelungen. Die technische Umsetzung sei nicht zu beanstanden und die Serie selbst wird als „anspruchsvoll, fast schon künstlerisch“ bezeichnet, „ohne abgehoben zu wirken“. Sowohl mit dem philosophischen Ansatz als auch den guten Animationen hebe sich die Serie angenehm von der Masse ab und bleibe „aufgrund des bewegenden Endes […] dem Zuschauer in guter Erinnerung“.
Laut Brigitte Schönhense von Splashcomics ist Kinos Reise einfach erzählt, aber voller interessanter Charaktere und Wendungen in der Handlung. Trotz der einfachen Sprache sei diese keinesfalls kindisch oder niveaulos. Die Themen seien ernst, es gehe um menschliche Eigenschaften und Beziehungen. Störend sei, das im ersten Band in jedem Kapitel die Hauptfiguren neu eingeführt würden und kein roter Faden die Geschichten verbinde. Im weiteren Verlauf der Reihe tauche das aber nicht mehr auf, es entstünde ein Zusammenhang zwischen den einzelnen Geschichten. Den Geschichten gelänge es, den Leser zu packen, die Atmosphäre der Einzelkapitel sei dicht.